# 레오니드 부랴크
레오니드 요시포비치 부랴크(우크라이나어: Леоні́д Йо́сипович Буря́к, 러시아어: Леони́д Ио́сифович Буря́к 레오니트 이오시포비치 부랴크[*], 1953년 7월 10일~)는 우크라이나의 축구 선수 출신 감독이다. 현역 시절 포지션은 미드필더이며 1976년 하계 올림픽에서 남자 축구 동메달을 획득했다.

## 경력
부랴크는 소련의 오데사 출신이다. 그는 소련 국가대표팀에서 미드필더로 활약했다. 그는 소련을 대표로 1976년 하계 올림픽에 참가해 동메달을 목에 걸었다.
부랴크는 소련의 다수 구단에서 활약했는데, 디나모 키예프에서 대부분 활약했고, 이 구단 소속으로 훗날 감독도 역임했다. 선수 시절, 그는 선수단의 주축 선수로, 파벨 네드베드나 지네딘 지단이 소속 선수단에서 가진 위상과 비슷했다. 부랴크는 우크라이나 국가대표팀도 지도했다.
1979년 부랴크는 우크라이나를 대표로 소련 인민 스파르타키아드 대회에 참가했다.

### 우크라이나 국가대표팀 감독
2002년, 레오니드 부랴크는 우크라이나 국가대표팀 감독으로 취임했다. 이 과정에서 축구 연맹은 신임 감독에게 유로 2004 본선행의 특명을 내렸다. 부랴크호는 대회 예선전을 앞두고 치른 일본과의 첫 친선경기에서 패했다.
대회 예선전에서, 우크라이나는 예레반에서 열린 아르메니아와의 첫 경기에서 2-2로 비겼고, 이후 그리스전에서 승리하는 성과를 냈다. 그러나, 부랴크호는 예선전을 3위로 마치면서 대회 본선행이 좌절되었다. 레오니드 부랴크는 이후 국가대표팀 감독직을 내려놓았다.

## 개인사
그는 부친을 일찍 여의었다. 그는 홀어머니 밑에서 3형제로 유년 시절을 보냈다.
그는 리듬 체조 선수였던 잔나 바슈라를 배우자로 맞이했다. 둘 사이에 딸 옥사나와 아들 안드레이 두 자식을 두었다.

## 수상

### 발롱도르
- 1975년 – 23위[14]

### 소련 올해의 축구 선수
- 1981년 – 3위.

### 그리고리 페도토프 클럽
- 현역 시절 103골 득점.[15]

### 수훈
- 야로슬라우 현공 훈장 5등급(2020년)
- 우크라이나 공헌 훈장 1등급(2015년)
- 우크라이나 공헌 훈장 2등급(2013년)
- 우크라이나 공헌 훈장 3등급(2004년)
- 명예 소련 체육 명장
- 국제급 소련 체육 명인
- 소련 체육 명인

## 통계
| 구단   | 시즌      | 리그 | 리그 | 컵   | 컵 | 유럽 | 유럽 | 슈퍼컵 | 슈퍼컵 | 합계 | 합계 |
| 구단   | 시즌      | 출장 | 골   | 출장 | 골 | 출장 | 골   | 출장   | 골     | 출장 | 골   |
| ------ | --------- | ---- | ---- | ---- | -- | ---- | ---- | ------ | ------ | ---- | ---- |
| 디나모 | 1973      | 26   | 2    | 9    | 0  | 6    | 2    | -      | -      | 41   | 4    |
| 디나모 | 1974      | 29   | 5    | 5    | 1  | 6    | 1    | -      | -      | 40   | 7    |
| 디나모 | 1975      | 25   | 0    | 1    | 0  | 8    | 2    | -      | -      | 34   | 2    |
| 디나모 | 1976 (춘) | 5    | 0    | 1    | 0  | -    | -    | -      | -      | 6    | 0    |
| 디나모 | 1976 (추) | 13   | 4    | -    | -  | 8    | 3    | -      | -      | 21   | 7    |
| 디나모 | 1977      | 26   | 5    | 2    | 0  | 2    | 0    | 1      | 0      | 31   | 5    |
| 디나모 | 1978      | 24   | 5    | 8    | 4  | 3    | 1    | -      | -      | 35   | 10   |
| 디나모 | 1979      | 26   | 5    | 6    | 1  | 6    | 1    | -      | -      | 38   | 7    |
| 디나모 | 1980      | 28   | 9    | 7    | 5  | 1    | 1    | -      | -      | 36   | 15   |
| 디나모 | 1981      | 29   | 9    | 7    | 0  | 5    | 1    | 1      | 0      | 42   | 10   |
| 디나모 | 1982      | 21   | 3    | 2    | 1  | 4    | 2    | -      | -      | 27   | 6    |
| 디나모 | 1983      | 28   | 6    | 1    | 0  | 2    | 0    | -      | -      | 31   | 6    |
| 디나모 | 1984      | 24   | 3    | 2    | 0  | -    | -    | -      | -      | 26   | 3    |
| 합계   | 합계      | 304  | 56   | 51   | 12 | 51   | 14   | 2      | 0      | 408  | 82   |

- 쿠보크 SSSR과 유럽대항전의 통계는 "추춘제" 일정 형식에 따라 시작 연도에 맞추어 분류했다.